# Скрабл
Скрабл или квизовка је игра речима у којој два до четири играча постижу поене, постављајући плочице, од којих свака носи једно слово, на табли за игру подељеној у квадратну мрежу величине 15 × 15. Плочице морају да формирају речи које се у укрштеним речима читају лево-десно у редовима или према доле у ступцима и морају бити укључене у стандардни речник или лексикон. Предлог да се скребл прилагоди српскохрватском језику дао је речки енигмата Миљенко Лепшић, а коначна правила игре почетком осамдесетих разрадила је редакција загребачког часописа „Квиз“, па је игра названа по том часопису.
Име Скрабл је заштитни знак Матела у већем делу света, изузев Сједињених Држава и Канаде, где је заштитни знак Хасбро. Ова игра се продаје у 121 земљи и доступна је на 29 језика; око 150 милиона сетова је продато широм света, и око једне трећине америчких и половине британских домова има Скрабл сет. Постоји приближно 4.000 скрабл клубова широм света.

## Детаљи игре
Игру играју два до четири играча на квадратној табли за игру на којој је утиснута 15 × 15 мрежа ћелија (појединачно познатих и као „квадрати”), од којих сваки може да садржи плочицу са једним словом. У званичним клупским и турнирским играма, игра се између два играча или, повремено, између две екипе, од којих свака сарађује на једном сталку.
Плоча је означена са „премијум” квадратима који умножавају број освојених бодова: осам тамноцрвених „троречних” квадрата, 17 бледоцрвених „дворечних” квадрата, од којих је један, средишњи квадрат (Х8), означен звездом или другим симболом; 12 тамноплавих „трословних” квадрата, и 24 бледоплава квадрата са „два слова”. Током 2008. године, Хасбро је променио боје премијум квадрата у наранџасте за троструке речи, црвене за двоструке речи, плаве за двострука слова и зелене за трострука слова, али оригинална премијум квадратна шема боја и даље је преферирана за скрабл табле које се користе на турнирима.
У сету на енглеском језику игра садржи 100 плочица, од којих је 98 означено словом и вредношћу поена у распону од 1 до 10. Број бодова за сваку словну плочицу заснован је на учесталости слова у стандардном енглеском; најчешће коришћена слова као што су самогласници вреде један бод, док мање уобичајена слова имају вишу вредност, при чему Q и Z свако вреде 10 бодова. Игра такође има две празне плочице које су неозначене и не носе бодовну вредност. Празне плочице могу се користити као замена за свако слово; једном постављени на плочу, међутим, избор је фиксиран. Остали језички сетови користе различите дистрибуције скупа слова с различитим поенским вредностима.

## Гарнитура за игру
Табла за игру је величине 17x17 поља, од којих је 45 означено посебним симболима, односно бојама. У комплету за игру налази се 300 различито обележених плочица, од тога 228 слова. Потребна је још врећица за слова, а за проверу исправности речи пожељно је имати контролне речнике.
На 10 плочица отиснут је лик „квизовца“, који има улогу џокера, а преостале 62 плочице су црне боје и имају исту улогу као црна поља у укрштеницама. За време игре потребно је одвојити црна поља од осталих. Свака плочица са словом у доњем десном углу има број од 1 до 4, који представља вредност тог слова на основу учесталости у нашем језику.
Средишње поље је почетно, односно прва реч која се стави на таблу мора да пролази кроз њега.
Премијум поља:
- поља са две тачке удвостручују номиналну вредност постављених слова
- поља са три тачке умножавају вредност слова три пута
- поља са четири тачке умножавају вредност слова четири пута
- поља са знаком „X“ називају се мултипликатори и удвостручују вредност целе сложене речи. Ако неко успе да састави реч која пролази кроз два мултипликатора, номинална

вредност речи се множи четири пута.

## Ток игре
Турнирску партију играју два играча, а свако има 35 минута времена за размишљање и треба да одигра 10 потеза. У слободним партијама број потеза и време за размишљање су ствар договора.
Игру започиње играч који се одреди жребом, а даље се потези играју наизменично. Први играч има право одредити на коју страну ће се гледати сложена слова и тај смер се мора поштовати током читаве партије.
Сваки играч извлачи без гледања у врећицу 10 слова од којих настоји да састави што дужу и вреднију реч. Најбоља реч не мора да буде она што доноси највише поена јер током партије играч мора водити рачуна да ли неки потез отвара или спречава могућности противника. Састављена реч мора да има бар 4 слова, а уколико усправно додирује руб табле дозвољене су и „тројке“. После одигравања потеза, реч се одмах омеђује црним плочицама (једно црно поље се ставља испред првог слова, а друга на крају речи). Након тога, уколико није било рекламације на исправност речи играч сабира колико је поена освојио, бележи потез и извлачи из врећице онолико слова колико му недостаје да их поново има десет.
Са изузетком почетног потеза, све речи морају се постављати тако да се укрсте бар са једном постојећом речи на табли. Свако од премијум поља може се само једном искористити, па ако неко сложи реч која пролази кроз већ коришћено поље слово на том пољу имаће само номиналну вредност.
Победник је играч који сакупи више бодова, али од укупног збира претходно треба одузети вредност плочица која на крају партије остану „у руци“. Ако се међу тим остатком нађе и квизовац, он вреди 10 негативних бодова (ово се може догодити када се игра затворена позиција).
Када играч који је на потезу не може или не жели да састави нову реч, он каже „даље“ пропуштајући потез. У случају да каже „мењам“ такође ће пропустити потез, али онда ће моћи и да замени произвољан број слова који издвоји.
У једном одигравању може се искористити било који број џокера, но треба бити опрезан јер противник у свом наредном потезу може освојити постављеног џокера. То се ради тако што се укрсти реч кроз џокер и на то поље стави одговарајуће слово. Освојени џокер не може се користити у истом потезу, то јест реч се мора довршити преосталим словима.
Занимљиво је да се џокер може заменити сваким словом које може да гради исправну реч на том пољу. На пример, ако је неко на таблу ставио реч ТРА(Q)А, тај џокер у наставку партије може да се третира као „В“ (трава), као „С“ (траса) или као „К“ (трака). Дакле, није битно која реч је раније пријављена на том месту! Противник може да преузме џокера само у првом наредном потезу, а уколико пропусти ту шансу џокер остаје на табли до краја партије. Наравно, и даље се може слагати реч преко тог поља.

## Остала техничка правила
Ако играч током партије састави реч од барем једанаест слова и том приликом искористи свих десет плочица, припада му 50 наградних поена. „Једанаестица“ и дуже речи са остатком слова у руци вреде 40 поена. За „ручну десетку“ у почетном потезу добија се 30 наградних поена, док „десетке“ у наставку партије вреде 20 бонус поена.
Једном постављене плочице до краја партије се не скидају, осим у случају замене џокера или неправилно уписане речи.
Уколико играч на плочу постави неправилну реч и противник уложи рекламацију потребно је скинути реч са табле и одиграти нешто друго. У турнирским партијама неправилности се кажњавају одузимањем времена за размишљање, па тако прва неправилност доноси одузимање једног минута, друга два минута, а свака наредна четири минута. Да не би било неоправданих рекламација једнаке казне предвиђене су и за оне који рекламирају постојање сасвим исправне речи. Одлуке се доносе на основу предвиђених контролних речника, а на турнирима тај посао обавља делегирани судија. Ако играч који се кажњава нема на сату довољно времена да му се одузме, рачуна се као да му је пала заставица и губи партију.
Ако је неисправна реч одиграна, а противник није уложио жалбу па је игра настављена и одигран следећи потез, неисправан потез се рачуна као регуларан, а накнадно утврђивање неисправности нема утицаја на исход партије. Такве ситуације могу се видети нарочито у тренуцима када су оба играча у цајтноту и онда до изражаја долази психологија.
Најтежи прекршај у квизовки је случај кад играч пред собом има више од десет плочица. За такво неправилно извлачење слова предвиђена је временска казна од 4 минута. Чим се утврди таква нерегуларност, вишак слова се мора вратити у врећицу. То се ради тако што кажњени играч промеша своја слова окренута на полеђину, а противник случајним избором издвоји вишак.
Играч не сме два потеза заредом мењати своја неповољна слова, али може произвољан број пута говорити „даље“ и тако пропуштати потезе. На први поглед, пропуштање потеза без мењања слова нема смисла, али то се ради када је позиција заблокирана и отварање може да иде на штету играчу.
У једној партији дозвољено је више пута (у различитим потезима) одиграти једну те исту реч.

## Дозвољене речи у игри
За турнирске партије речи морају бити из лексичког фонда српског, односно хрватског језика. Правилност речи на турнирима утврђује судија уз помоћ одговарајуће литературе, речника, лексикона и других приручника (пожељно је да судија буде не само добар познавалац правила квизовке него и стручњак за језик). За слободне партије може се такође изабрати судија, али најчешће је довољно договорити се о литератури која ће да буде меродавна.
Дозвољено је састављати заједничке именице, али само у номинативу једнине и множине. Није дозвољено састављати синтагме, а изузимају се и све именице које се пишу великим почетним словом. Могу се састављати и сви глаголи осим повратних (тако на пример може ГЛЕДАТИ, али не и ГЛЕДАТИ СЕ), но искључиво у инфинитиву. Придеви се могу састављати у сва три рода у одређеном и неодређеном облику, али само у позитиву, док су компаративи и суперлативи забрањени. Наравно, и придеви се морају састављати искључиво у номинативу. Заменице вреде у сва три рода, такође само у номинативу једнине и множине, а исто важи и за бројеве (главне и редне). Није дозвољено коришћење узвика, скраћеница, префикса, суфикса.
У турнирским партијама забрањено је скривати расположива слова од погледа противника. То се препоручује и за слободне партије.